# Гибер, Лора
Лора Гибер (фр. Laure Guibert; род. 20 февраля 1968, Нант) — французская актриса, декоратор.
Стала известной благодаря телевизионным сериалам AB Production в 1990 году. Сыграла роль Бенедикт (или Бене), подруги Жозе в молодёжном сериале «Элен и ребята» (фр. Hélène et les garçons), а затем в его продолжениях «Грёзы любви» и «Каникулы любви».

## Биография
Родилась 20 февраля 1968 года в Нанте.
Замужем, имеет двух дочерей, Луну, родившуюся в 2000 году, и Сиенну, родившуюся в 2008 году. Есть брат Франк. Любит подводное плавание, в еде предпочитает оладьи из родной Бретани[значимость факта?].

## Карьера
Окончив Академию искусств в Ренне (Бретань), Лора поехала покорять Париж. Сначала работала декоратором-оформителем съемочных площадок к рекламам и телефильмам, пока ей не предложили роль Бене в сериале «Элен и ребята» .
В сериалах «Элен и ребята», «Грёзы любви» и «Каникулы любви» Лора исполнила роль Бенедикт (Бене), девушки из Бретани, которая приехала в Париж учиться в университете. В Париже с ней знакомится компания Элен, чтобы найти девушку для Жозе (его в сериале играет Филипп Вассер). С тех пор персонаж Лоры Гибер стал одним из основных в трилогии об Элен и ребятах; её героиня, долго выносившая измены Жозе, очень полюбилась зрителям за доброту и терпение.